# Nilea valens
Nilea valens là một loài ruồi trong họ Tachinidae.